# Mate Obradović
Mate Obradović, (Metković, 1956.), umirovljeni general bojnik Hrvatske vojske.

## Životopis
Magistar je političkih znanosti. Završio je Zapovjedno-stožernu i Ratnu školu HV. Sudjelovao je u brojnim ratnim operacijama, ranjen je u neprijateljskoj zasjedi kraj Ljubova u Lici 1991., pri čemu su poginula njegova dva suborca. Sudjelovao je u velikom broju oslobodilačkih akcija. Bio je zapovjednik HVU-a, zamjenik načelnika Operativne uprave Glavnog stožera u vrijeme Domovinskog rata, zapovjednik 4. korpusa sa sjedištem u Splitu, glavni inspektor obrane, zamjenik zapovjednika HKoV te zapovjednik PP NOS-a od 2009. do umirovljenja. Nositelj je najviših vojnih odličja i medalja.
Promaknuća:
- 1991. brigadir
- 1995. stožerni brigadir
- 2003. brigadni general
- 2005. general bojnik

## Poveznice
- Popis hrvatskih generala
- Popis hrvatskih operacija u Domovinskom ratu

## Vanjske poveznice
- Web stranice MORH-a  Arhivirana inačica izvorne stranice od 27. rujna 2007. (Wayback Machine)